# Dodecatheon conjugens
Dodecatheon conjugens är en viveväxtart som beskrevs av Edward Lee Greene. Dodecatheon conjugens ingår i släktet Dodecatheon och familjen viveväxter. Utöver nominatformen finns också underarten D. c. viscidum.

## Bildgalleri

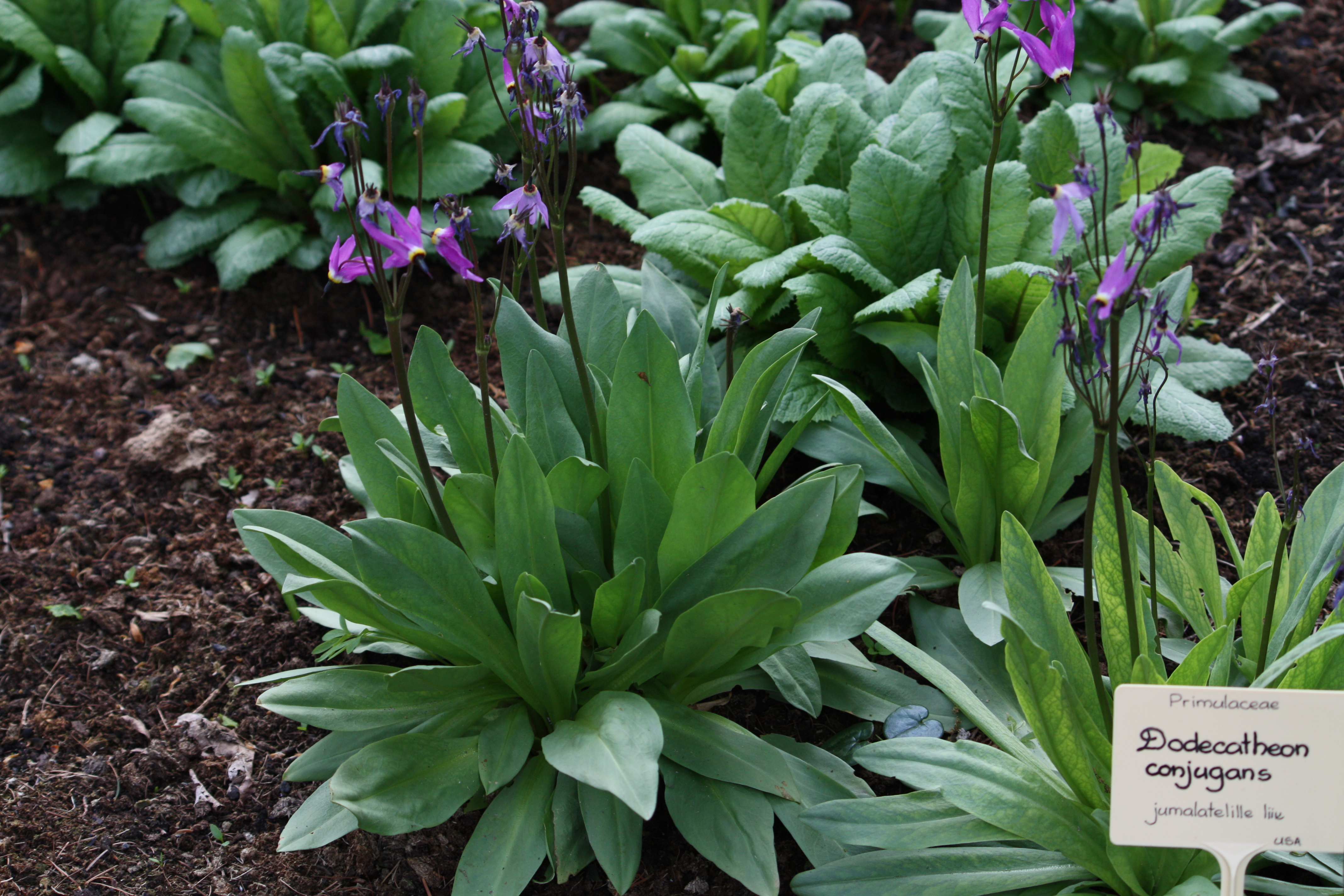
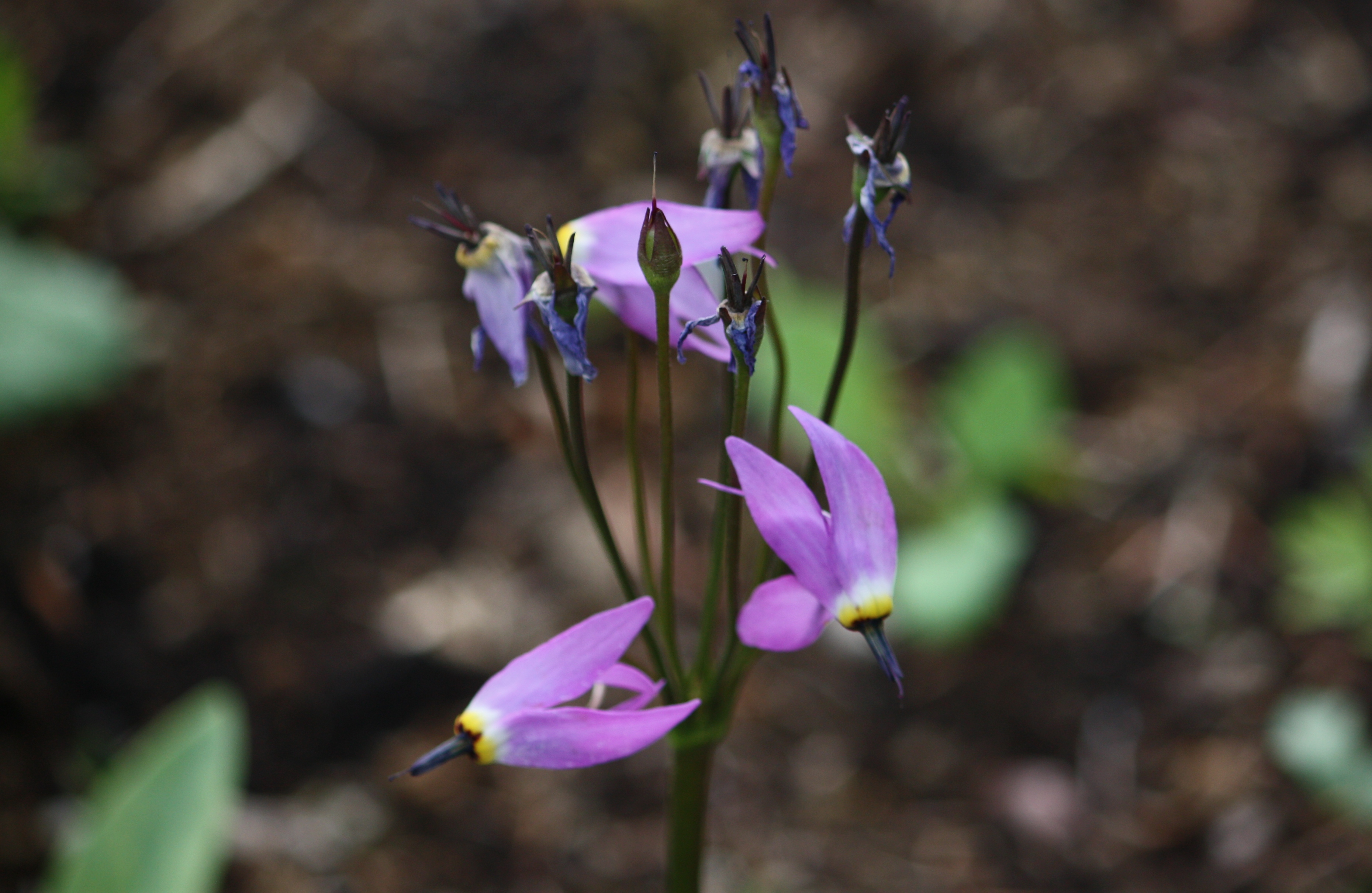
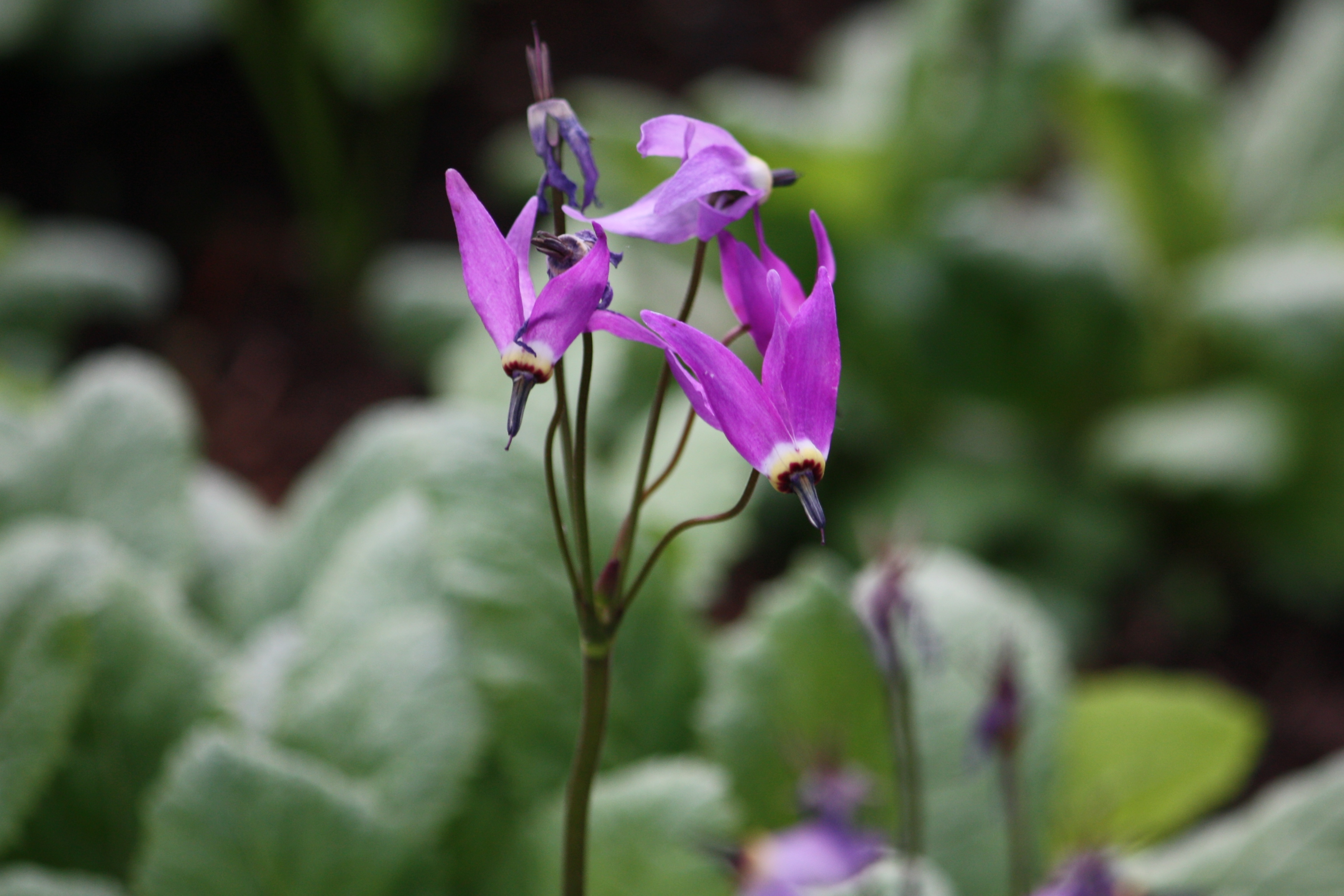
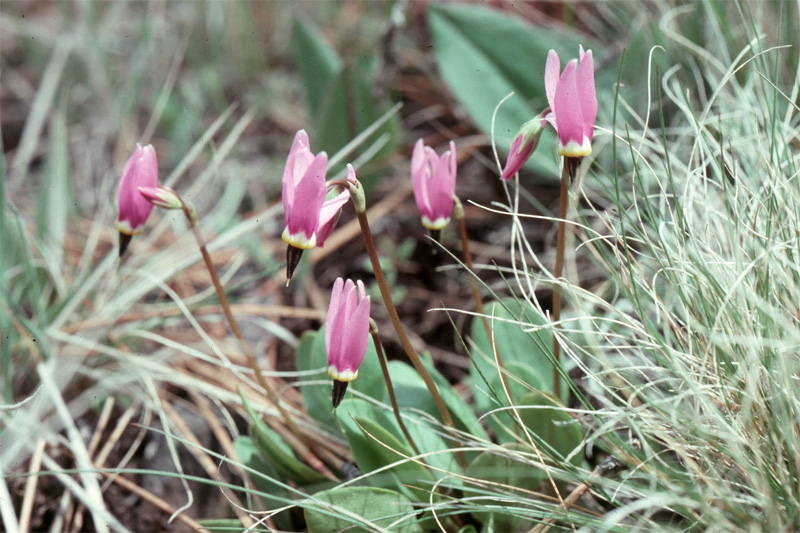
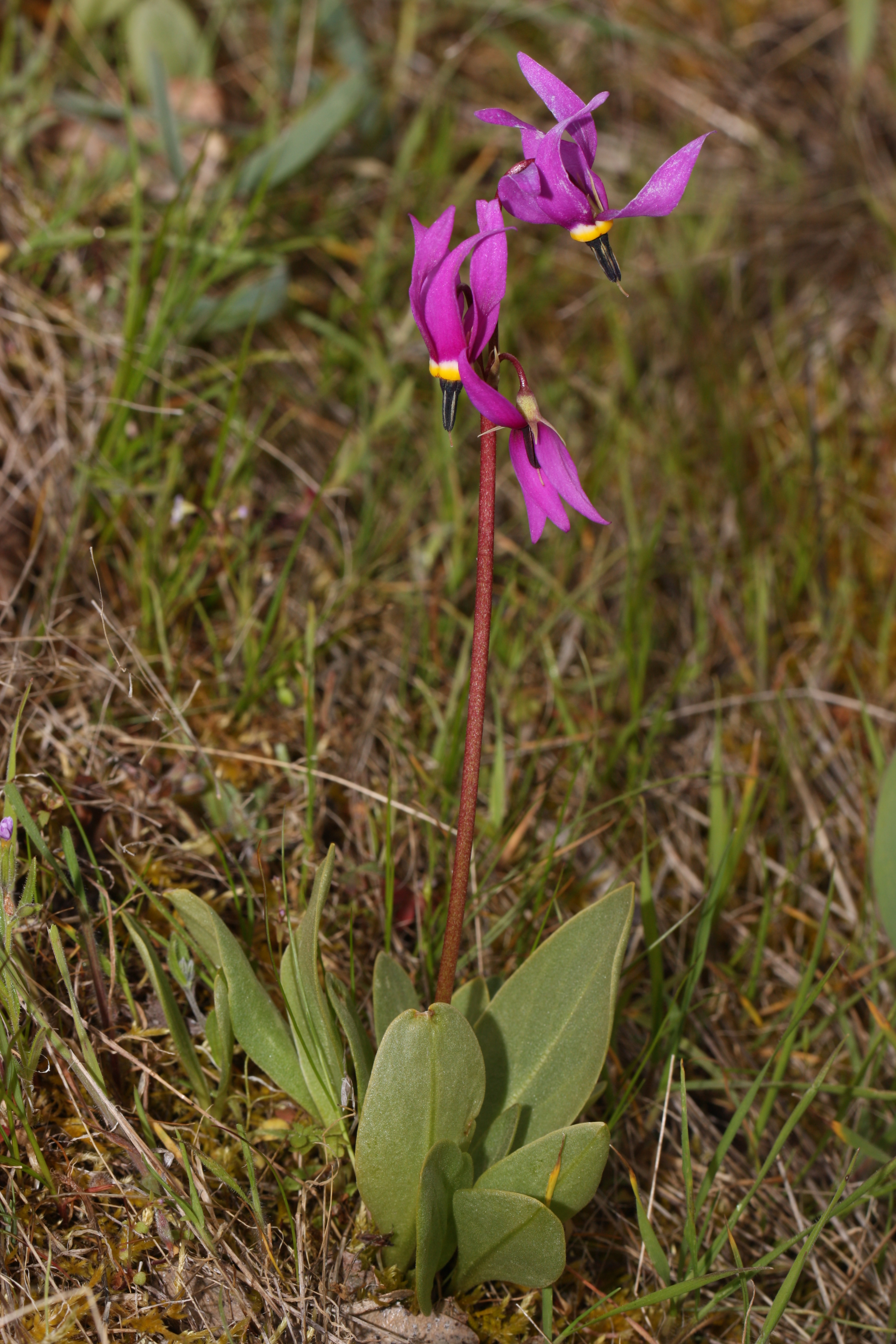
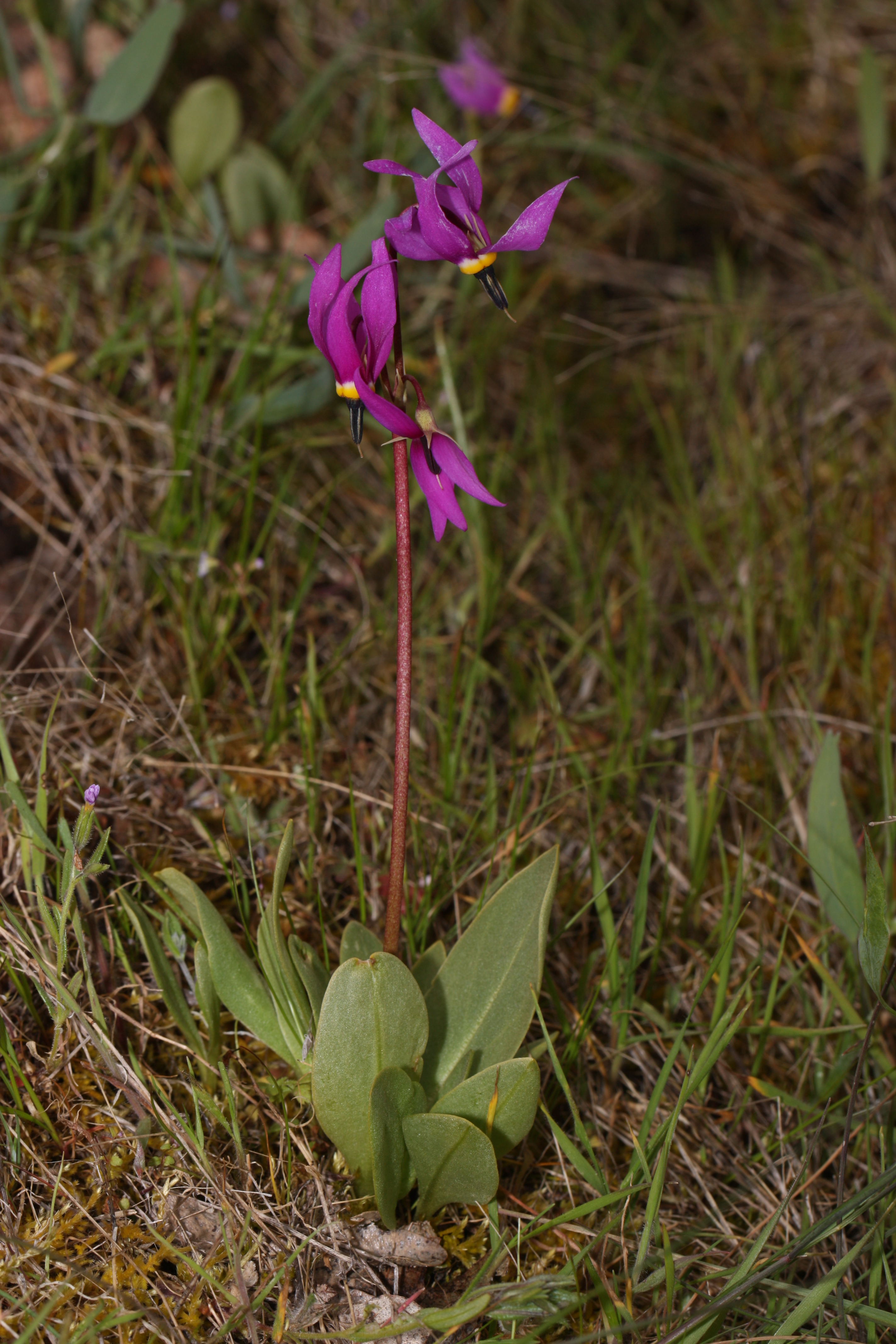